# مرقس 12

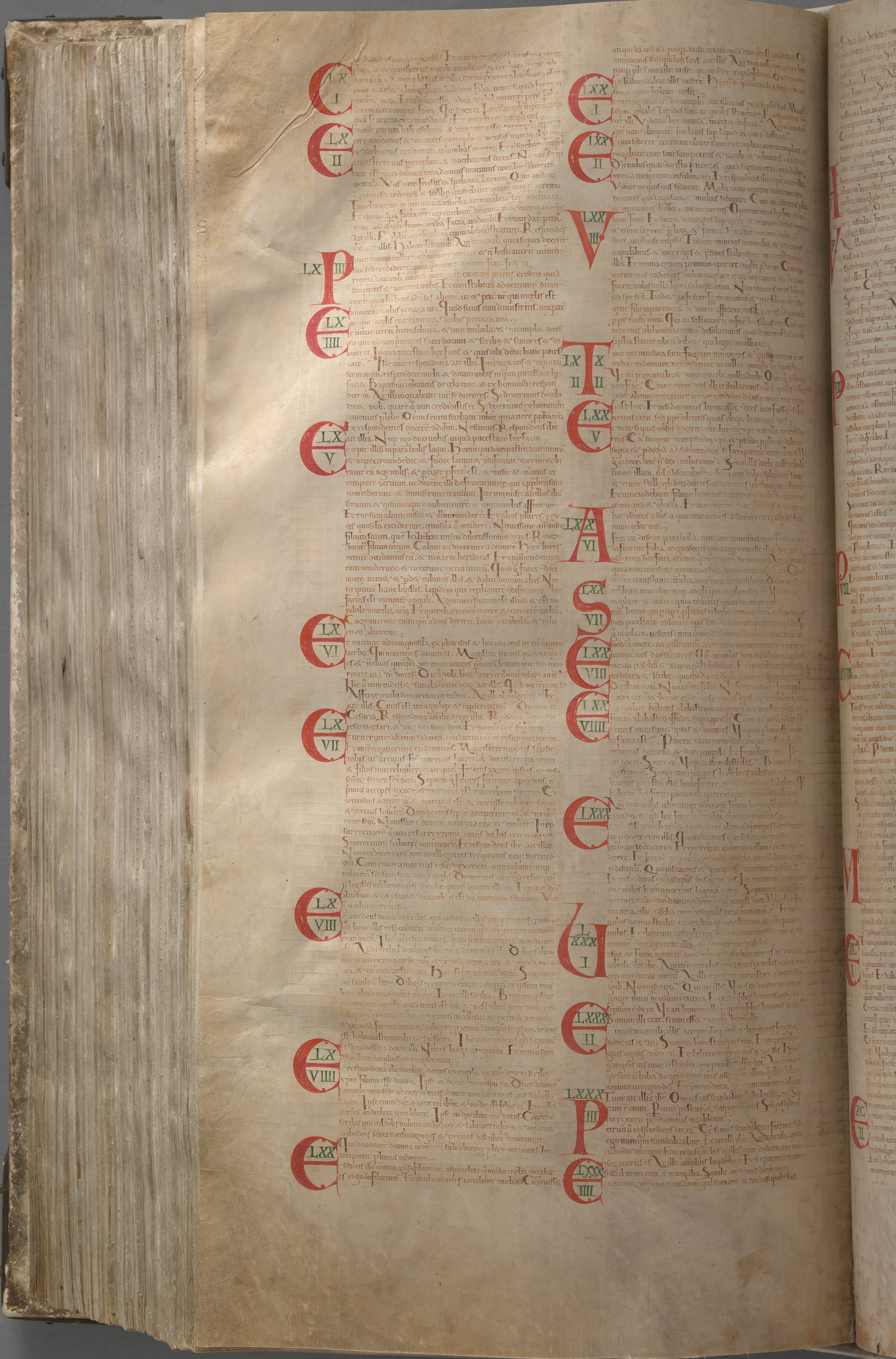

مرقس 12 هو الإصحاح الثاني عشر من إنجيل مرقس في العهد الجديد للكتاب المقدس المسيحي. ويكمل تعاليم يسوع في القدس خلال زيارته الثالثة للهيكل (الذي يُعرف تقليديًا بثلاثاء البصخة) ، ويحتوي على موعظة الأشرار، وحجة يسوع مع الفريسيين والهيروديين حول دفع الضرائب لقيصر، والنقاش مع الصدوقيون عن طبيعة الناس الذين سيقومون من الموت في النهاية. كما يحتوي على وصية يسوع الأعظم، ومناقشته لعلاقة المشيح مع داود، وإدانة معلمي الهالاخاه، وثناءه على تضحية الأرملة الفقيرة.

## العدد 28 و29 من الإصحاح
- بالعبرية:

ואחד מן הסופרים שמע אתם מתוכחים ויקרב אליהם וירא כי היטב השיבם וישאלהו מה היא הראשנה לכל המצות׃ (28)
ויען ישוע וידבר אליו הראשנה לכל המצות היא שמע ישראל יהוה אלהינו יהוה אחד׃ (29)
- بالعربية:

(28): فَجَاءَ وَاحِدٌ مِنَ الْكَتَبَةِ وَسَمِعَهُمْ يَتَحَاوَرُونَ، فَلَمَّا رَأَى أَنَّهُ أَجَابَهُمْ حَسَنًا، سَأَلَهُ: «أَيَّةُ وَصِيَّةٍ هِيَ أَوَّلُ الْكُلِّ؟»
(29): فَأَجَابَهُ يَسُوعُ: «إِنَّ أَوَّلَ كُلِّ الْوَصَايَا هِيَ: اسْمَعْ يَا إِسْرَائِيلُ. الرَّبُّ إِلهُنَا رَبٌّ وَاحِدٌ. 

## صفحات ذات صلة
- اسمع يا إسرائيل
- توحيد الألوهية
- سفر أعمال الرسل 2
- متى 12